# Cibeber (Sukagumiwang)
Cibeber is een bestuurslaag in het regentschap Indramayu van de provincie West-Java, Indonesië. Cibeber telt 3295 inwoners (volkstelling 2010).